# Guan d'Orton
El guan d'Orton (Penelope ortoni) és una espècie d'ocell de la família dels cràcids (Cracidae) que habita la selva humida del vessant del Pacífic, des de l'oest de Colòmbia, cap al sud, fins a l'oest de l'Equador.